# Русские поселения в Северной Америке
Русские поселения в Северной Америке — населённые пункты, основанные русскими в ходе освоения Северо-Западной Америки предположительно с XVII века до 1858 года.
Всего за время  Русской Америки русскими было основано около 60 поселений. 47 современных населённых пунктов США основаны на месте бывших русских колоний, относящихся к периоду с 1784 по 1867 год. Накануне продажи Аляски, в 1866 году в ведении Российско-Американской компании «по приблизительному учёту» числилось 34 населённых пункта.

## Типы населённых пунктов

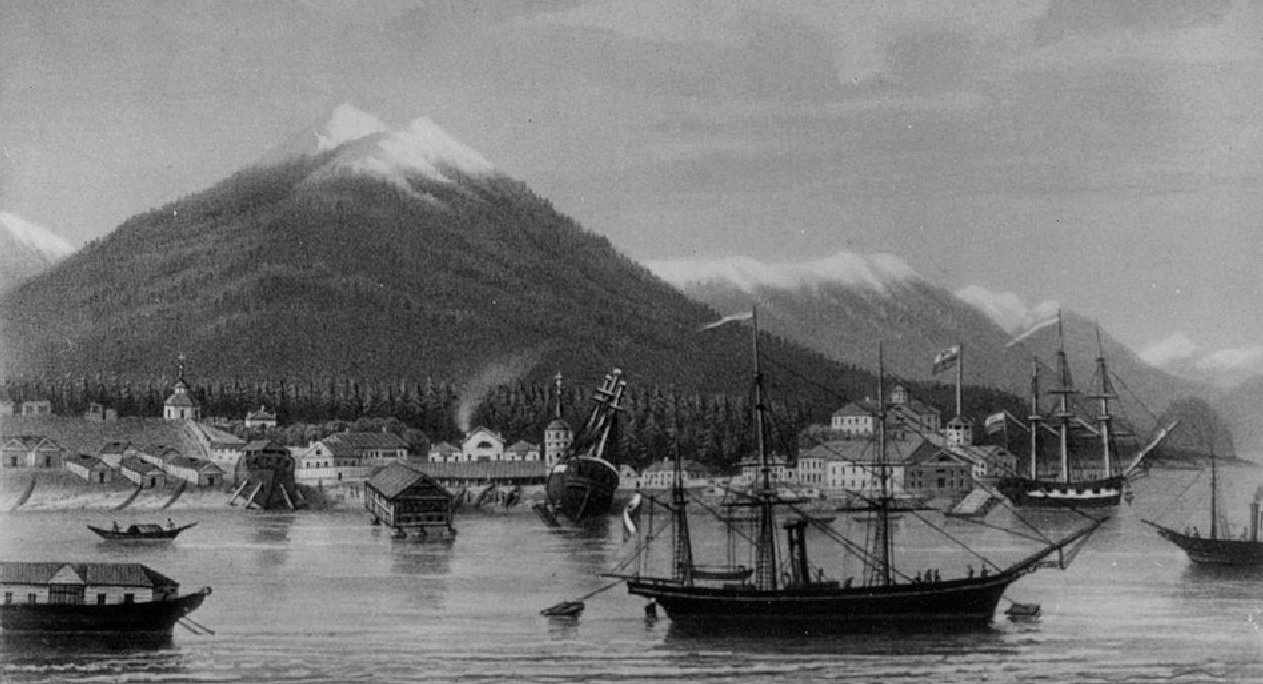
Ново-Архангельск — главный центр русских колоний (1808—1867)

К типам русских поселений в Северной Америке относились административные центры, редуты, артели и одиночки. Административные центры отделов были крупнейшими поселениями Русской Америки: Ново-Архангельск, Павловская Гавань, Михайловский редут, селения Доброго Согласия и Атхинское. Здесь кроме промышленных и складских построек возводились административные здания, церкви, школы, больницы. Несмотря на то, что основной функцией административных центров было управление колониями, такие поселения одновременно служили морскими портами, выполняя перевалочные, складские и даже судоремонтные работы. К середине XIX века административные центры в планировочном отношении состояли из трёх районов: компанейского, поселенческого (русская слобода) и слободы коренных жителей. Застройка поселений производилась при отсутствии профессиональных архитекторов. Павловская Гавань (с 1793 по 1808 год) и Ново-Архангельск (с 1808 по 1867 год) являлись главными центрами русских колоний.
Редуты — наиболее важный вид населённых пунктов в Русской Америке. Они представляли собой хорошо укреплённые поселения в стратегически важных районах. Население редутов было занято снаряжением промыслов и торговля с местными жителями. Здесь часто строились кирпичные, лесопильные и мукомольные заводы. Крупным редутом был Дионисиевский редут, основанный в 1834 году. Крепостное сооружение защищало поселение как с суши, так и с моря. Крепость Дионисевского редута вмещала в себя дом правителя, казарму, склад для припасов и пушнины, и другие постройки. За крепостной стеной располагалась жилая слобода, состоявшая из нескольких домов, огороды и баня. На берегу моря находилась слобода из десятка жилищ тлинкитов.

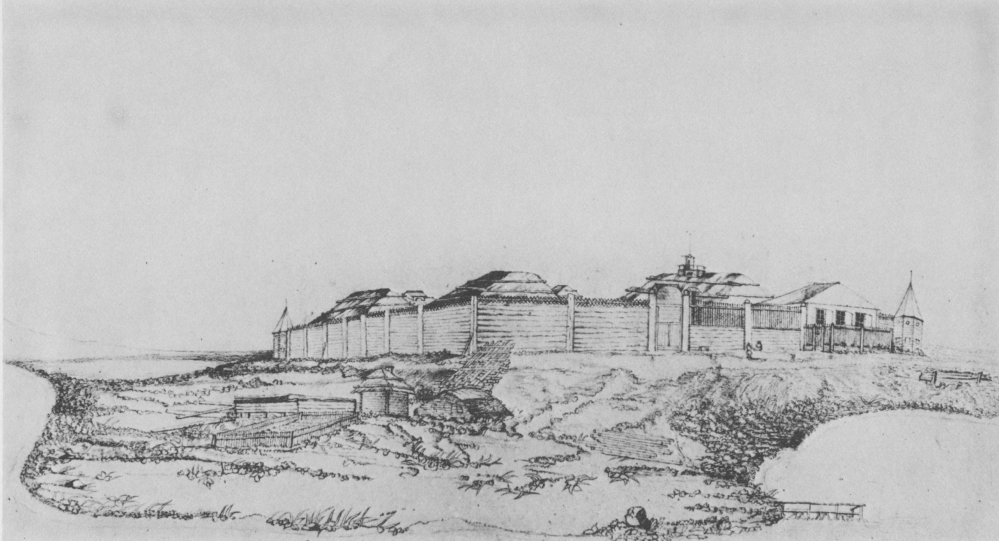
Михайловский редут (ок. 1843)

Артели являлись самыми многочисленными поселениями русских в Северной Америке. Их население численностью 10—30 человек было занято заготовительными работами и мелкой торговлей. Поселение обычно состояло из нескольких русских семей и коренных жителей. Артелью была Трёхсвятительская Гавань на острове Кадьяк, основанная в 1783 году. В поселении находилась одна улица, располагавшаяся почти вдоль гавани. Самой высокой постройкой здесь был дом для приезжих. После возведения в артелях оборонительных сооружений они иногда превращались в редуты. В удалённой местности артели обносились оборонительными стенами, иногда с башнями. Укреплённой артелью была Воскресенская Гавань, основанная в 1793 году. Она располагалась на побережье залива и состояла из трёх частей: жилой, судостроительной и иноверческой. В центре поселения находилась казарма с кладовыми и погребами. Крепость вмещала в себя слесарню, токарню и кузницу.
Одиночки были самыми мелкими поселениями, которые часто располагались вокруг артелей и редутов. Он состояли из дома управляющего одиночкой и десятка юрт местных жителей. Население одиночек было занято рыбалкой, скотоводством, овощеводством, китовым промыслом для обеспечения колоний продовольствием. Таким типом поселения была Андреевская одиночка на реке Миланов, заложенная в 1853 году. Поселение представляло собой в плане квадрат с двумя сторонами из домов, которые замыкались бревенчатым тыном с воротами. В бараках находились жилые помещения, кухня, амбар и магазин.

## Церкви

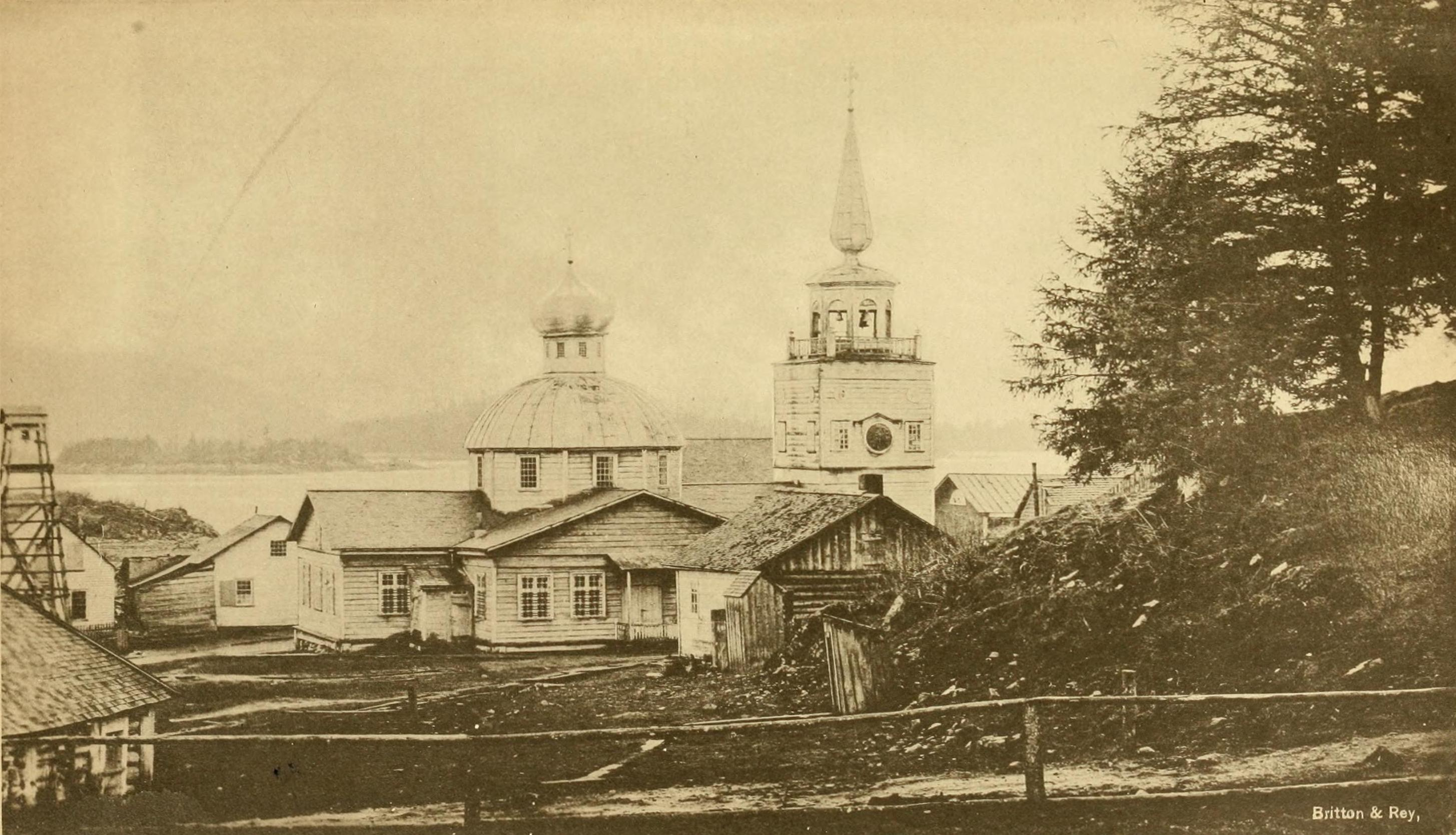
Собор Архангела Михаила в Ситке (1887)

Первые русские культовые сооружения в Америке были примитивны и возводились в многолюдных поселениях. Первая — Воскресенская церковь из дерева была построена на о. Кадьяк в 1796 году. К церкви был пристроен притвор и алтарь. Сооружение имело звонницу и купол луковичной формы на восьмерике. После третьей перестройки в 1852 году церковь была выстроена в стиле позднего классицизма. В 1816 году строилась первая церковь в Ново-Архангельске Михайловская церковь, которая через 10 лет была перестроена в более просторный собор. В 1831 и 1848 годах собор перестраивался. В 1840-е годы в Ново-Архангельске был возведён Архиерейский дом с церковью Благовещения на втором этаже. В селении Икогмют в 1849 году по проекту Якова Нестерова была построена Крестовоздвиженская церковь небольших размеров. Часовни в большом количество строились в мелких факториях. Имелась часовня и в крепости Росс. В 1843 году в Новоархангельске была построена лютеранская церковь. Около 1862 года в колониях находилось 35 часовен, семь приходских и две приписные церкви.

## Карта с редутами и административными центрами
- — редуты
- — административные центры отделов
- — главные центры колоний

| Поселение                     | Годы существования               | Отдел (на 1866 год) |
| ----------------------------- | -------------------------------- | ------------------- |
| Александровский редут         |                                  |                     |
| Александровский форт (Аляска) |                                  |                     |
| Андреевская одиночка          |                                  | Северный            |
| Атту                          |                                  | Атхинский           |
| Атхинское                     |                                  | Атхинский           |
| Афогнакская одиночка          |                                  | Кадьякский          |
| Безымянное поселение          | основано между 1648 и 1672 годом |                     |
| Бельковское                   |                                  | Уналашкинский       |
| Беринга                       |                                  | Атхинский           |
| Воскресенская Гавань          |                                  |                     |
| Георгиевская крепость         |                                  | Северный            |
| Дионисьевский редут           |                                  |                     |
| Доброго Согласия              |                                  | Уналашкинский       |
| Иляминская одиночка           |                                  | Кадьякский          |
| Кальсинская одиночка          |                                  | Кадьякский          |
| Карлукская одиночка           |                                  | Кадьякский          |
| Касилов                       | 1844                             |                     |
| Катмайская одиночка           |                                  | Кадьякский          |
| Качемак                       | 1844 → г. Селдовия               |                     |
| Кенай                         | 1844                             |                     |
| Кнык                          | 1844 → г. Кник                   |                     |
| Колмаковский редут            |                                  | Северный            |
| Комаровский форт              |                                  |                     |
| Константиновская крепость     | уничтожена индейцами             | Кадьякский          |
| Костромитинов хутор           |                                  |                     |
| Кынговей                      |                                  |                     |
| Матануска                     | 1844                             |                     |
| Медновская одиночка           | 1858 → г. Тарал                  | Кадьякский          |
| Медный                        |                                  | Атхинский           |
| Михайловский редут            |                                  | Северный            |
| Моржевое                      |                                  | Уналашкинский       |
| Николаевский редут            |                                  | Кадьякский          |
| Ново-Архангельск              | → г. Ситка                       | Ново-Архангельск    |
| Новороссийск (Аляска)         |                                  |                     |
| Нушагакская одиночка          |                                  | Кадьякский          |
| Озерский редут                |                                  | Ново-Архангельск    |
| Орловская одиночка            |                                  | Кадьякский          |
| Павловская Гавань             | → г. Кадьяк                      | Кадьякский          |
| Павловская крепость           |                                  | Северный            |
| Российское                    | 1844 → г. Тайонек                |                     |
| Северная одиночка             |                                  | Северный            |
| Семионовская крепость         |                                  |                     |
| Сухтумская                    |                                  |                     |
| Трёхсвятительская одиночка    |                                  | Кадьякский          |
| Укамокская одиночка           |                                  | Кадьякский          |
| Уналаклинская одиночка        |                                  | Северный            |
| Уналашкаа                     |                                  | Уналашкинский       |
| Унга                          |                                  | Уналашкинский       |
| Форт-Росс                     | 1812—1841                        |                     |
| Хлебникова хутор              |                                  |                     |
| Черных хутор                  |                                  |                     |
| Чиниакская одиночка           |                                  | Кадьякский          |
| Нулато (форт)                 | → г. Нулато                      |                     |